# Kanurennsport

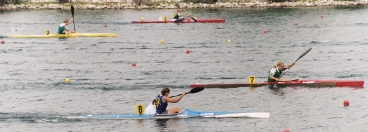
Einer-Kajaks im Rennen bei den Deutschen Kanurennsportmeisterschaften 2003

Kanurennsport ist eine Wassersportart, bei der man so schnell wie möglich eine festgelegte Strecke auf einem Gewässer mit einem Kanu zurücklegt.
Dabei treten die Kanuten auf mit Bojen gekennzeichneten Bahnen oder einem Rundkurs (nur Langstrecke) gegeneinander an. Der Kanute, der mit seinem Boot (genauer: mit dem Vordersteven des Kanus) als erstes die Ziellinie überfährt, hat das Rennen gewonnen.
Als Wettkampfstrecken kommen natürliche Gewässer wie Seen und Flüsse mit geringer Strömung oder künstlich angelegte Regattastrecken in Frage. Zur Verbesserung der Startbedingungen kommen Startanlagen zum Einsatz.

## Boote

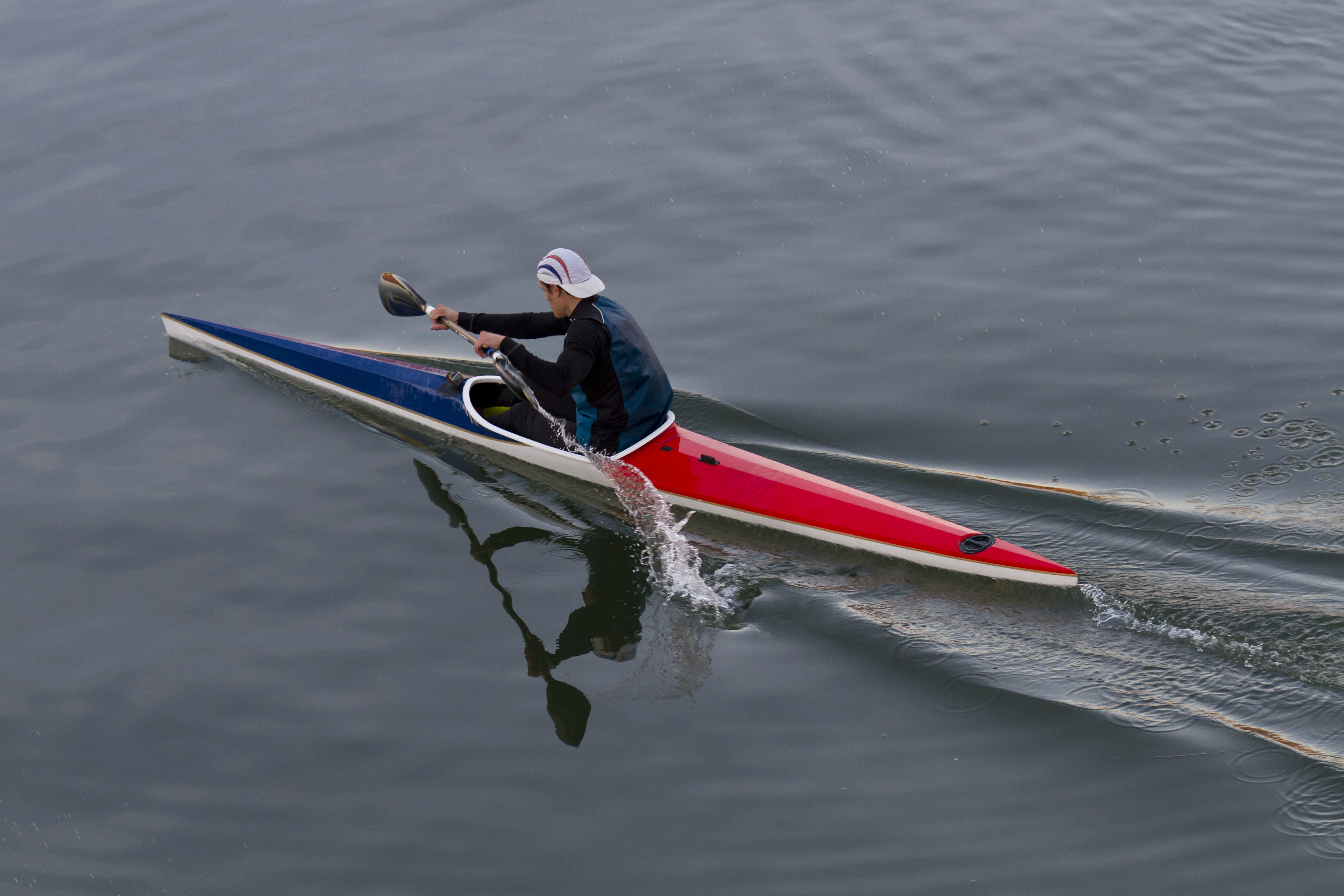
Kanurennsport-Wettkampf im Einer-Kajak K1 am Fluss Garonne in Toulouse

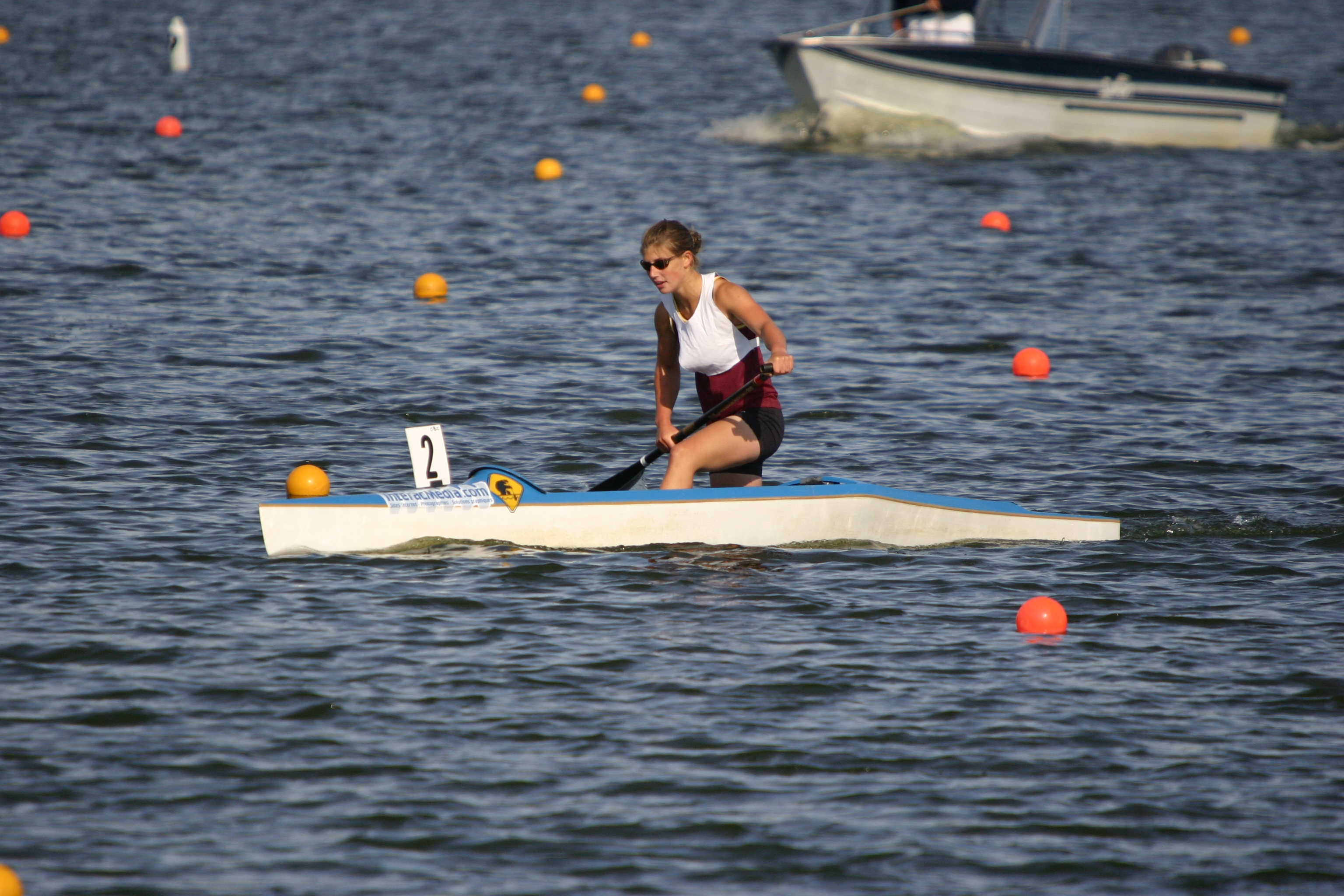
Kanurennsport-Wettkampf im Canadier-Einer C1 Frauen

Die Boote werden in die Gattungen Canadier (C) und Kajak (K) sowie in Klassen nach Anzahl der Sportler im Boot unterteilt. Für diese Boote gelten Regelungen bezüglich der Länge, des Gewichtes und der Form.
| Gattung  | Klasse | Kürzel | max. Länge | min. Gewicht |
| -------- | ------ | ------ | ---------- | ------------ |
| Kajak    | Einer  | K1     | 520 cm     | 12 kg        |
| Kajak    | Zweier | K2     | 650 cm     | 18 kg        |
| Kajak    | Vierer | K4     | 1100 cm    | 30 kg        |
| Canadier | Einer  | C1     | 520 cm     | 14 kg        |
| Canadier | Zweier | C2     | 650 cm     | 20 kg        |
| Canadier | Vierer | C4     | 900 cm     | 30 kg        |
| Canadier | Achter | C8     | 1100 cm    |              |

Der Canadier-Achter (C8) ist eine nationale Bootsklasse in Deutschland.
Die Rümpfe müssen in Längs- und Querrichtung konvex (nach außen gewölbt) sein. Früher waren eine Mindestbreite und -höhe vorgeschrieben. Dies führte zu immer abenteuerlicheren Konstruktionen (zum Beispiel „Flügeln“). Der Wegfall der Mindestbreite im Jahre 2002 und der Mindesthöhe im Jahr 2004 eröffnete den Bootbauern neue Möglichkeiten, die Bootsformen zu optimieren.
Beschränkende Bestimmungen sind die oben genannte konvexe Form; außerdem müssen die Fahrer im Boot sitzen oder knien (nicht auf dem Boot wie etwa beim Surfski), und der höchste Punkt des Bootes muss die Vorderkante der Sitzluke sein.
Im Rennkajak sitzen die Sportler auf einem im Boot montierten, verstellbaren Sitz und stützen sich mit den Füßen am Stemmbrett. Gesteuert wird das Boot mit einer im Heck befindlichen Steuerflosse, die mit einem Fußsteuer bedient wird. Die Sitzluke wird mit einer Spritzdecke verschlossen, um zu verhindern, dass spritzendes Wasser in das Boot eindringt.
Im Renncanadier wird gekniet. Der Renncanadier hat keine Steueranlage, er wird vom Kanuten durch Paddeldrehung gesteuert. Er ist oben offen. Canadier-Rennen wurden traditionell nur von Männern bestritten, erst 2010 wurden Frauen-Canadier-Rennen erstmals offiziell in das Weltmeisterschaftsprogramm aufgenommen.

## Technik
Der Kajak wird sitzend mit einem Doppelpaddel gefahren, das wechselseitig eingesetzt wird. Dabei versuchen die Sportler möglichst nicht mit den Armen zu ziehen, sondern durch Rotation des Oberkörpers Kraft auf das Paddel zu bringen. Diese Rumpfdrehung wird durch Beinarbeit, wechselseitiges Strecken und Anwinkeln der Beine, verstärkt.
Im Canadier knien die Sportler mit einem Knie auf einem Kissen oder Block aus Hartschaum, welcher Knieblock genannt wird. Das Boot wird mit einem Stechpaddel vorwärts bewegt, das einseitig (auf der Seite, auf der der Sportler kniet) eingesetzt wird. Durch den Hohen Schwerpunkt und der sehr geringen Breite des Bootes (ca. 30–40 cm im C1) ist das Boot relativ instabil und es bedarf eines guten Gleichgewichtssinnes, um das Boot zu beherrschen. Die Steuerung erfolgt durch einen Steuerschlag, bei welchem das Paddel am Ende des Schlages zur Seite gedreht, und somit als Widerstand zum Steuern genutzt wird.
Schlagfrequenz und Endgeschwindigkeit sind beim Canadier geringer als im Kajak, da beim Herausheben des Paddels ein relativ weiter Weg durch die Luft zurückgelegt werden muss. Dadurch, dass im Canadier der Schwerpunkt höher liegt und das Boot schmaler ist, ist er instabiler als ein Kajak.

## Wettkämpfe
Regatten werden auf verschiedenen Ebenen ausgetragen. Zu den örtlichen Regatten, welche von Vereinen organisiert werden kommen auf nationaler Ebene die Landes-, Regional- sowie die Deutschen Meisterschaften. Der Deutsche Kanu-Verband legt in den nationalen Wettkampfbestimmungen die Boots- und Leistungsklassen sowie Streckenlängen für offizielle Wettkämpfe fest. Landesmeisterschaften müssen nicht ausgetragen werden, deshalb gibt es sie nicht in jedem Bundesland. Bei den Regionalmeisterschaften wird Deutschland in Nord, Ost, Süd und West unterteilt. Die neun besten Sportler aus den Regionalmeisterschaften qualifizieren sich für die Deutschen Meisterschaften.
Es finden jährlich Qualifikationsregatten für den deutschen Nationalkader statt. Die dort ausgewählten Sportler repräsentieren Deutschland auf internationalen Regatten, Weltmeisterschaften und den Olympischen Spielen. Für die meisten internationalen Regatten ist die International Canoe Federation (ICF) verantwortlich. Jährlich finden drei Weltcups sowie einmal Weltmeisterschaften statt. Durch ein Punktesystem können jedes Jahr Gesamtsieger über diese vier Wettkämpfe ermittelt werden. Zudem gibt es jährlich Europameisterschaften sowie separate Europa- und Weltmeisterschaften für Junioren und U23-Sportler. In olympischen Jahren fallen die Weltmeisterschaften aus.

## Olympische Disziplinen
Zu Olympischen Spielen wird nicht in allen Disziplinen angetreten. Des Weiteren kommt es vor, dass Wettbewerbe gestrichen oder neu ins Programm aufgenommen werden. Ein Grund dafür ist Gleichberechtigung; so werden die Disziplinen im Männerbereich reduziert, um Platz für mehr Disziplinen bei den Frauen zu haben. Außerdem wurde 2012 die Sprintstrecke, welche generell im Kanurennsport erst später dazu kam, mit aufgenommen, um den Teilnehmerkreis zu erweitern und Doppelstarts zu vermeiden.
Bis zu den Olympischen Sommerspielen 1960 gab es auch Staffelrennen, bei dem jeweils vier Boote pro Team nacheinander in gegenläufiger Richtung starteten. Die Streckenlänge betrug jeweils 500 m.

## Leistungsklassen
Um den Sportlern die Möglichkeit zu geben, sich mit Gleichaltrigen zu messen, werden die Wettkämpfe in Leistungsklassen unterteilt. Neben der grundsätzlichen Unterscheidung Frauen/Männer, starten die Rennen in folgenden Klassen:
- Schüler C (bis 9 Jahre)
- Schüler B (10 bis 12 Jahre)
- Schüler A (13 bis 14 Jahre)
- Jugend (15 bis 16 Jahre)
- Junioren (17 bis 18 Jahre)
- Leistungsklasse (ab 19 Jahre)
- Senioren A (32 bis 39 Jahre)
- Senioren B (40 bis 49 Jahre)
- Senioren C (ab 50 Jahre)
- Senioren D (ab 60 Jahre)
- Senioren E (ab 65 Jahre)

Die Altersklassen gehen nach Geburtsjahr.
Es können ebenfalls Jahrgangsrennen bis in den Schüler-A-Bereich ausgetragen werden.
Neben dem Alter stellt auch der Erfolg ein Kriterium dar. So ist es in der Leistungsklasse (LK) möglich, getrennte Rennen in der LK I und LK II durchzuführen. Eine Einstufung der Sportler in die leistungsschwächere LK II erfolgt nach negativer Erfüllung von Kriterien (z. B. kein Sieg bei Deutschen Meisterschaften oder anderen Regatten der Kategorie A im vorangegangenen Jahr). Dagegen wird man automatisch nach Wettkampfende in die LK I hochgestuft, wenn man bei einem solchen Wettkampf gewinnt.

## Strecken
Bei den Wettkämpfen können Rennen über folgende Strecken gewertet werden:
- Sprintstrecke 200 m
- Kurzstrecke 500 m
- Mittelstrecke 1000 m
- Langstrecke 2000 m (für weibliche und männliche Schüler B)
- Langstrecke 6000 m

Streckenlängen von über 10.000 zählen zum Kanumarathon.
Seit 2010 gibt es auch den Kanumehrkampf für alle Altersklassen bis hin zu den A-Schülern. Hierbei handelt es sich um mehrere variierende Einzeldisziplinen, welche zusammengerechnet werden und ein Gesamtergebnis geben. Folgendes wird beim Kanumehrkampf gemacht:
- 100 m fliegend, für A-Schüler und B-Schüler
- 500 m für C-Schüler,B-Schüler
- 1000 m für A-Schüler
- 1000 m Lauf
- Medball schocken
- entweder Seilsprung oder Standweitsprung

## Training
Das Training zu diesem Sport wird in der Regel in Sportvereinen vor Ort angeboten. Dort, wo es vorhandene Gewässer erlauben (Flüsse, Seen, Kanäle) gibt es häufig auch Kanusportvereine.
Neben dem direkten Training im Boot, das die Technik und Ausdauer der Kanurennsportler schult, werden verschiedene Elemente der Sportarten Laufen und Krafttraining genutzt, um den Körper des Kanuten auszubilden und eine einseitige Belastung zu vermeiden. Im Winter, wenn die meisten mitteleuropäischen Gewässer zugefroren sind, wird außerdem in vielen Kanuvereinen Hallensport betrieben oder auf speziellen Paddelergometern trainiert. Um einer zu einseitigen Ausbildung der Muskulatur entgegenzuwirken, wird Ausgleichstraining empfohlen, das den gesamten Trainingsprozess begleitet.

## Biomechanik des Kanurennsports
Die Wechselbeziehungen zwischen der Bewegung des Kanuten, der Boots- und Paddelbewegung in Abhängigkeit sowohl hydro- und aerodynamischer Eigenschaften als auch ursächlicher Antriebskraftwirkungen sowie der Wasserbewegung ist Gegenstand der Biomechanik des Kanurennsports. Das globale Ziel besteht darin, Lösungswege herauszufinden, die zu hohen Bewegungsgeschwindigkeiten bei maximaler Energietransformation und geringsten Energieverlusten führen.